# Ле-Мартр-де-Вер
Ле-Мартр-де-Вер (фр. Les Martres-de-Veyre) — муниципалитет во Франции, в регионе Овернь, департамент Пюи-де-Дом.

## География
Находится в 13,4 км к юго-востоку от города Клермон-Ферран. Отличительной особенностью коммуны являются минеральные источники вдоль реки Алье.